# لورا نایت
لورا نایت (انگلیسی: Laura Knight; ۴ اوت ۱۸۷۷ – ۷ ژوئیهٔ ۱۹۷۰) نقاش زن اهل بریتانیا بود.
از افتخارات وی میتوان به کسب مدال نقره نقاشی در بخش مسابقات هنری بازی‌های المپیک تابستانی ۱۹۲۸ اشاره کرد.

## نگارخانه

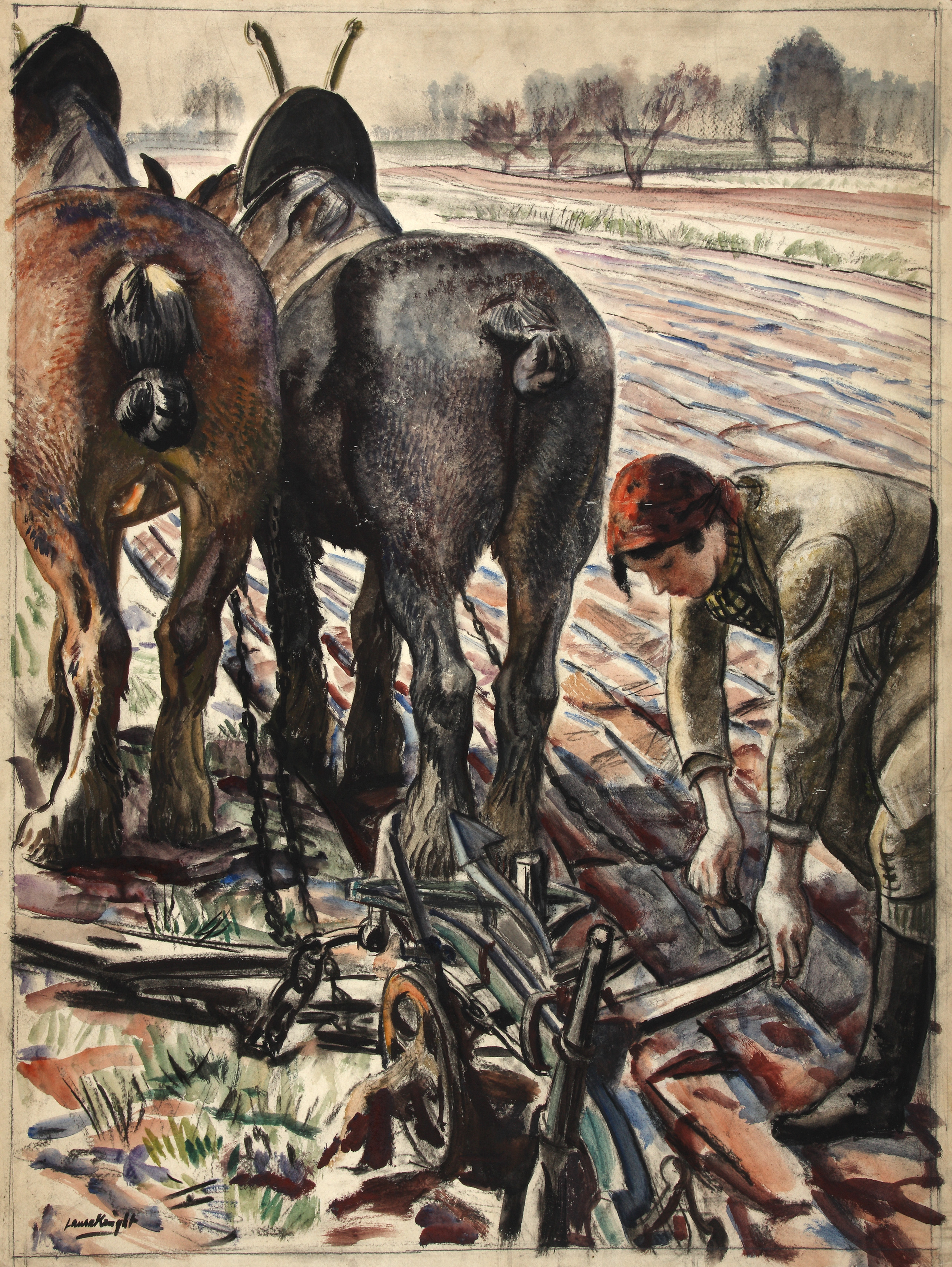
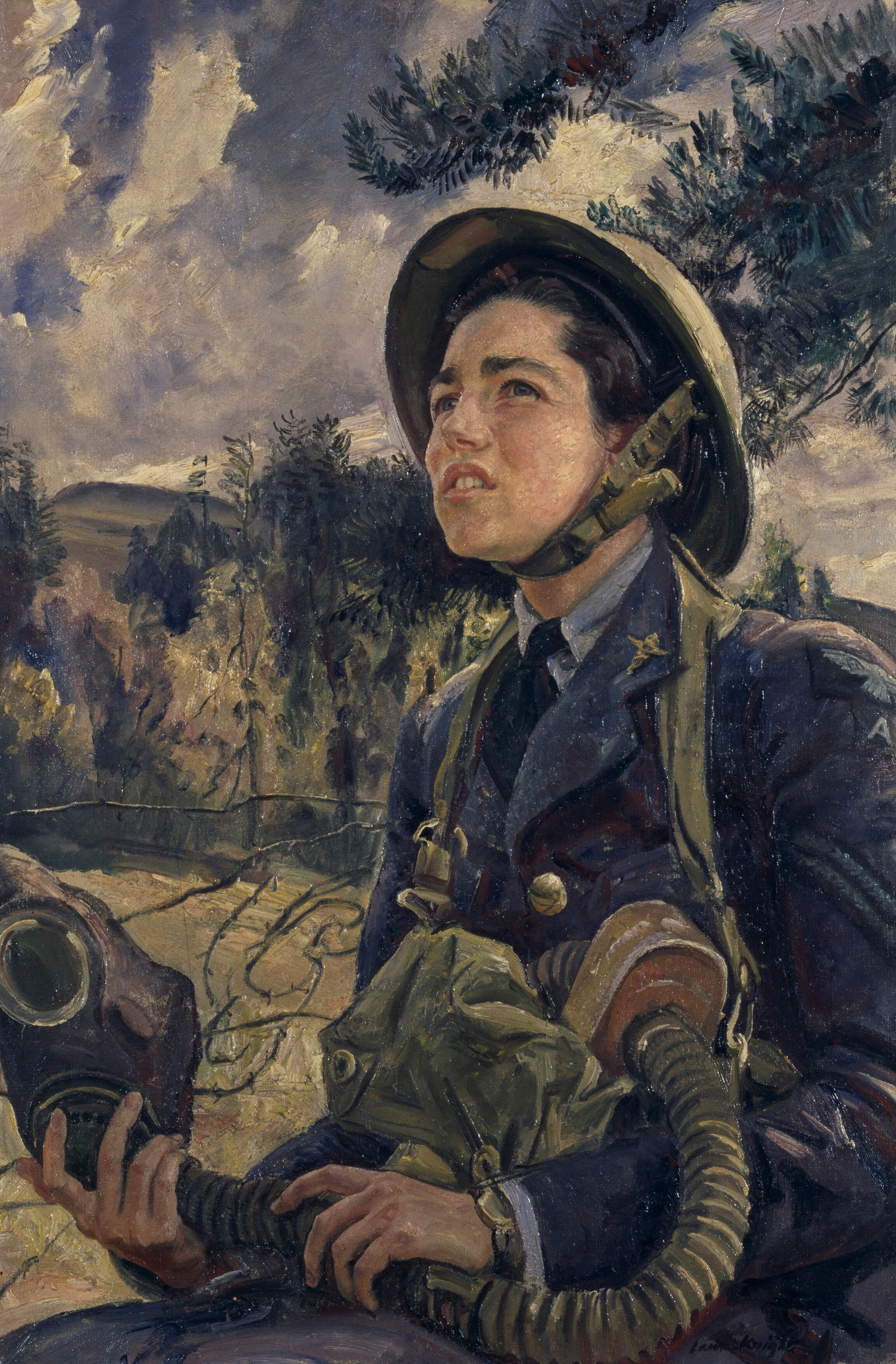
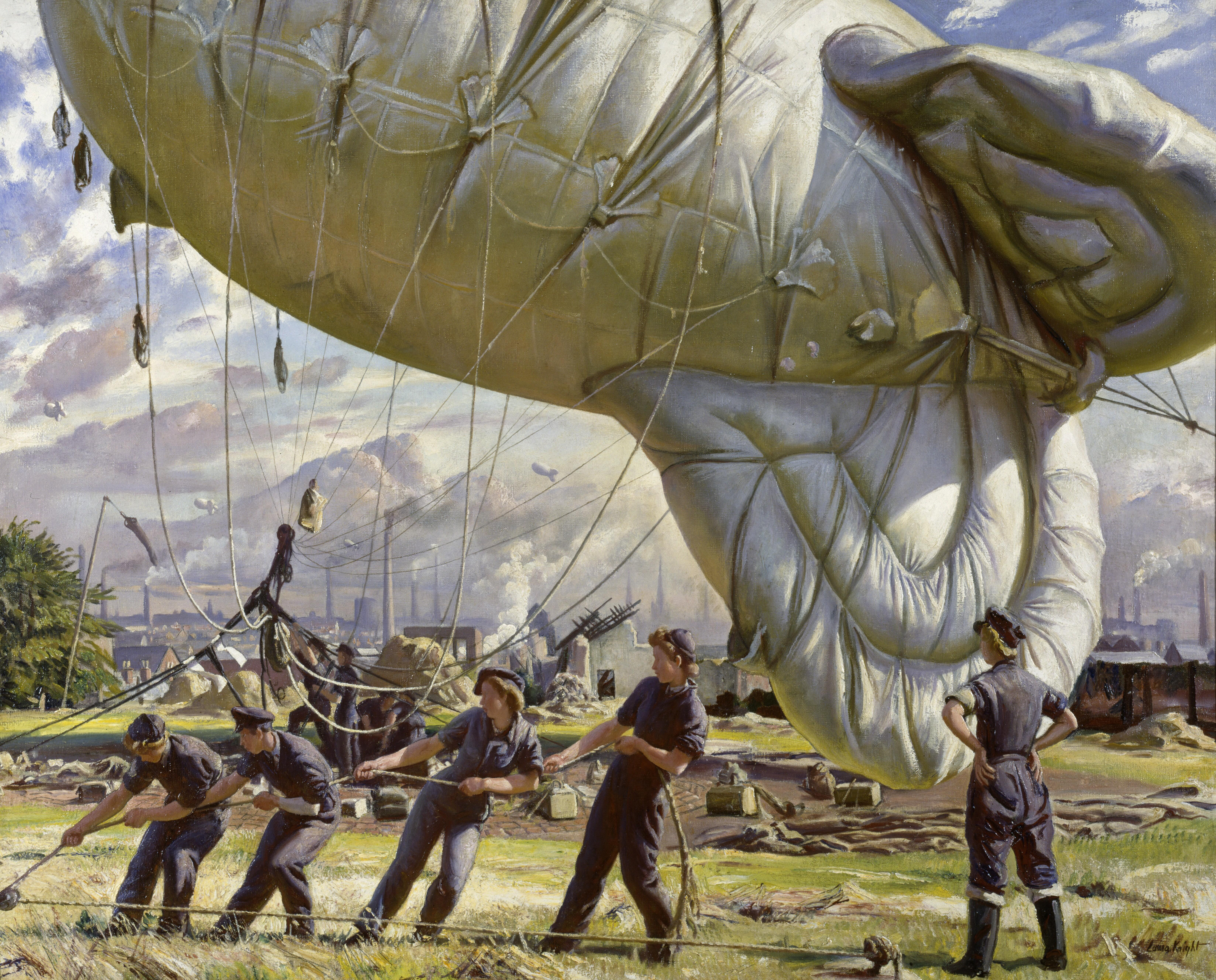
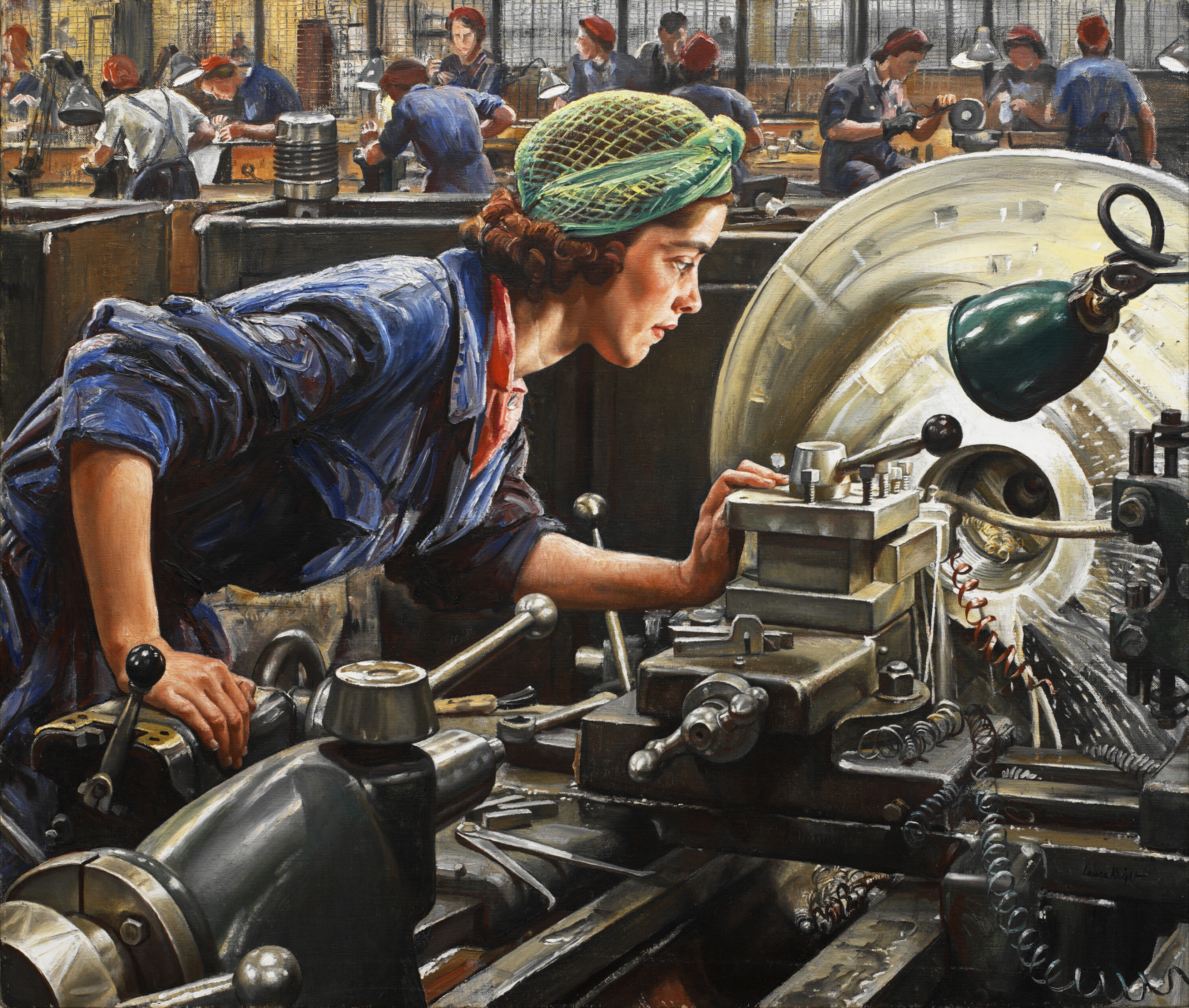
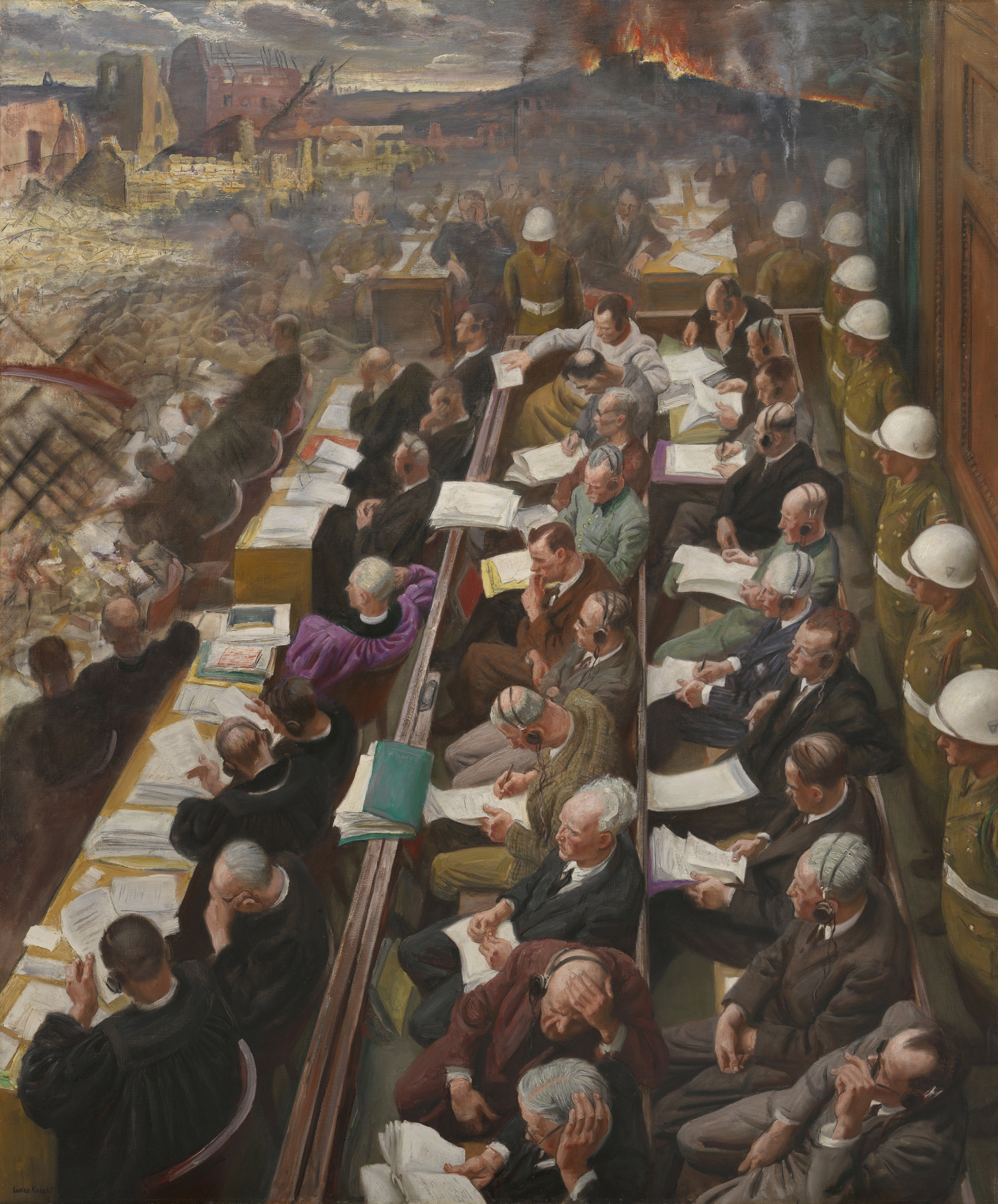
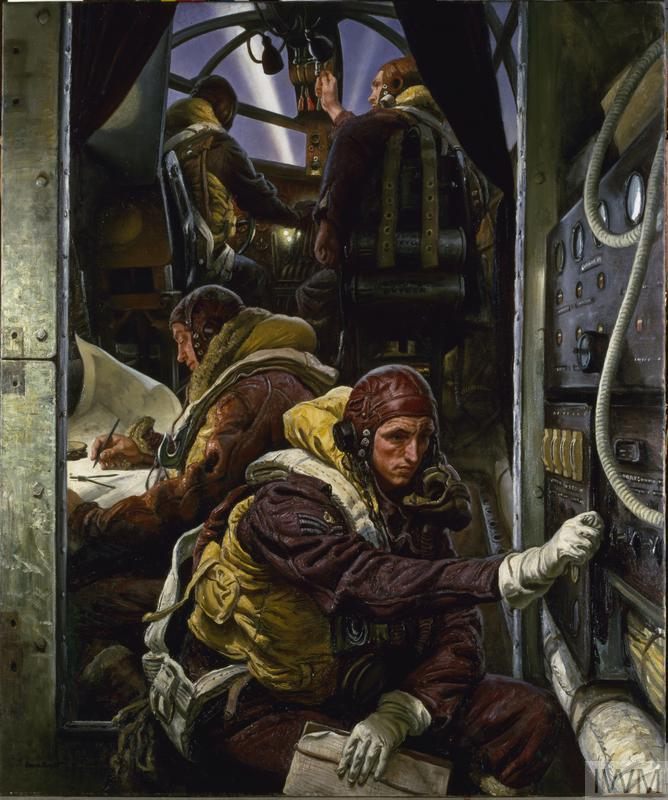